# ブラザー・セオドア
ブラザー・セオドア（Brother Theodore,  1906年11月11日 - 2001年4月5日）は、アメリカ合衆国の俳優、声優である。

## 来歴
1906年、ドイツのデュッセルドルフに生まれる。比較的裕福なユダヤ系の家庭だった。戦時中のユダヤ人迫害を逃れ、スイスやオーストリアを経て、アメリカへ逃れた。渡米後は、スタンフォード大学で管理人として勤務。その後、サンフランシスコへ移り住み、港湾の労働者として働いていたが、1946年にオーソン・ウェルズの『オーソン・ウェルズ IN ストレンジャー』にノークレジットながら端役で芸能界でのキャリアをスタートさせた。その後もいくつかのフィルム・ノワール作品へ出演しており、1949年にはウェルズ主演の『第三の男』へもノークレジットで出演している。
1940年代後半から長談義を得意としたモノロギストとして活動も始め、ニューヨークを拠点に活躍。独自のユーモアを駆使して数々のステージに立ち、1950年代から1970年代にかけ人気トーク番組の『マーヴ・グリフィン・ショー』など、数々のバラエティ番組へも出演した。1970年代中盤に一旦引退するも、1980年代から活動を再開させ、デヴィッド・レターマンが司会の『レイト・ショー・ウィズ・デイヴィッド・レターマン』やビリー・クリスタルが司会のトーク番組等へもたびたびゲスト出演して印象を残している。俳優としても何本かのB級作品へ出演しており、1989年にはトム・ハンクス主演のホラーコメディ映画『メイフィールドの怪人たち』へ出演。ごく普通な郊外の町へ引っ越してきた怪しい一家の一人を怪演した。声優としても活動し、アニメ映画『ホビットの冒険』や『王の帰還』への声の出演を果たした。

### 死去
2001年、4月5日、ニューヨーク市の病院にて死去。94歳だった。

## 出演作品

### 映画
- オーソン・ウェルズ IN ストレンジャー The Stranger (1946) ※ノークレジット
- So Dark the Night (1946)
- The Lone Wolf in Mexico (1947)
- Fall Guy (1947)
- The Black Widow (1947)
- 第三の男 The Third Man (1949)
- Horror of the Blood Monsters (1970) ※声の出演、ノークレジット
- マッサージ・パーラー・マーダー Massage Parlor Murders! (1973)
- Gums (1976)
- Apple Pie (1976)
- Nocturna (1979)
- ミラクル・ボーイ The Invisible Kid (1988)
- That's Adequate (1989)
- メイフィールドの怪人たち The 'Burbs (1989)

### 声の出演
- ホビットの冒険 The Hobbit (1977) ※テレビ映画
- 王の帰還 The Return of the King (1980)
- ラスト・ユニコーン The Last Unicorn (1982)

### テレビ番組
- レイト・ショー・ウィズ・デイヴィッド・レターマン Late Night with David Letterman (1982 - 1984)
- Billy Crystal: Don't Get Me Started - The Billy Crystal Special (1986)
- Billy Crystal: Don't Get Me Started - The Lost Minutes (1987)